# ITN
För andra betydelser, se ITN (olika betydelser).
ITN (Independent Television News) är en mediejätte med huvudkontor i Storbritannien.
Televisionsområden: ITN News, ITN Source, ITN On, ITN Factual and ITN Consulting.